# Trial by Fire (Yngwie-Malmsteen-Album)
Trial by Fire – Live in Leningrad ist das erste Livealbum des schwedischen Gitarristen Yngwie Malmsteen und erschien im Jahr 1989.

## Entstehung und Aufnahme
Das Album entstand im Februar 1988 bei einem Auftritt von Malmsteen und Band im damaligen W. I. Lenin Sport-Konzert Komplex, dem heutigen SKK Peterburgski, in Leningrad. Der Auftritt war Bestandteil einer 20 Konzerte umfassenden Tournee durch die Sowjetunion, die insgesamt 240.000 Zuschauer anzog. Hintergrund der Tournee war unter anderem gewesen, dass Malmsteen wiederholt in sowjetischen Zeitschriften zum besten Gitarristen gewählt worden war.
Nach Angaben des Keyboarders Jens Johansson wurden die Aufnahmen später weitestgehend durch Overdubs ersetzt. Von der originalen Liveaufnahme sollen lediglich das Schlagzeug und die meisten Keyboardsoli verwendet worden sein.
Nach diesem Album änderte sich die gesamte Besetzung um Yngwie Malmsteen.